# Wilmington (Delaware)
Pour les articles homonymes, voir Wilmington.
La ville de Wilmington est le siège du comté de New Castle, dans l’État du Delaware, aux États-Unis. Sa population s’élevait à 70 851 habitants lors du recensement de 2010, estimée à 71 442 habitants en 2016. C’est la ville la plus peuplée de l’État.
La ville a été nommée ainsi par Thomas Penn en l’honneur de son ami Spencer Compton (1er comte de Wilmington), qui fut Premier ministre sous le règne de George II.

## Histoire
La région aujourd’hui connue sous le nom de Wilmington fut d’abord colonisée par des Suédois et des Finlandais aux alentours de 1638, qui désignèrent la zone sous le nom de Nouvelle-Suède. En 1655, les Néerlandais arrivèrent et prirent le contrôle de cette colonie. Puis la colonisation britannique commença en 1664 et la région se stabilisa sous la domination britannique avec une influence forte des communautés de quakers. En 1739, le roi George II fait changer le nom de la ville pour Willingtown d’après le nom de son premier développeur, Thomas Willing, qui organisa le territoire en un plan similaire à celui de Philadelphie.
En 1802, la société de chimie DuPont y est fondée par un immigré français, Éleuthère Irénée du Pont de Nemours. La firme y a toujours son siège social.
La plus forte croissance de la ville eut lieu durant la guerre de Sécession. Le Delaware, bien qu'officiellement un État de l'Union, était divisé – au nord les hommes s’alignaient vers l’Union, au sud vers la Confédération. La guerre créa d'énormes demandes de nourriture et de matériel. De nombreuses industries s’agrandirent et de nouvelles fleurirent, attirées vers la ville : bateaux, wagons, tentes, uniformes, chaussures et autres biens nécessaires à la guerre. En 1868 Wilmington produisait plus de vaisseaux de combat que le reste du pays. La prospérité qu’apporta la guerre à la ville aux marchands et aux fabricants poussa ses limites résidentielles vers l’ouest.
La fin du XIXe siècle vit le développement des parcs de la ville. En 1860, la ville comptait 21 250 habitants, en 1920 ce nombre était de 110 168. Une grande partie de la population est composée de descendants de migrants suédois, finnois et néerlandais. La ville est jumelée avec Kalmar, en Suède. L'héraldique de la ville de Wilmington reprend le drapeau suédois, l'ancienne puissance coloniale.

## Démographie
| Groupe            | Wilmington | Delaware | États-Unis |
| ----------------- | ---------- | -------- | ---------- |
| Afro-Américains   | 58,1       | 21,4     | 12,6       |
| Blancs            | 32,6       | 68,9     | 72,4       |
| Autres            | 5,4        | 3,4      | 6,4        |
| Métis             | 2,6        | 2,7      | 2,9        |
| Asiatiques        | 1,0        | 3,2      | 4,8        |
| Amérindiens       | 0,4        | 0,5      | 0,9        |
| Total             | 100        | 100      | 100        |
|                   |            |          |            |
| Latino-Américains | 12,4       | 8,2      | 16,7       |

Selon l'American Community Survey, pour la période 2011-2015, 85,86 % de la population âgée de plus de 5 ans déclare parler l'anglais à la maison, 11,17 % l'espagnol et 2,97 % une autre langue.
| Indicateur                             | Wilmington | États-Unis |
| -------------------------------------- | ---------- | ---------- |
| Personnes de moins de 5 ans            | 7,1 %      | 6,1 %      |
| Personnes de moins de 18 ans           | 23,5 %     | 22,6 %     |
| Personnes de plus de 65 ans            | 12,8 %     | 15,6 %     |
| Femmes                                 | 53,2 %     | 50,8 %     |
| Personnes par foyer                    | 2,42       | 2,64       |
| Vétérans                               | 4,5 %      | 8,0 %      |
| Personnes nées étrangères à l'étranger | 6,1 %      | 13,2 %     |
| Personnes sans assurance maladie       | 8,6 %      | 10,2 %     |
| Personnes avec un handicap             | 9,9 %      | 8,6 %      |
| Revenus annuels                        | 26 263 $   | 29 829 $   |
| Personnes sous le seuil de pauvreté    | 26,1 %     | 12,3 %     |
| Diplômés du lycée                      | 83,6 %     | 87,0 %     |
| Diplômés de l'université               | 27,0 %     | 30,3 %     |

| 1820  | 1830  | 1840  | 1850   | 1860   | 1870   |
| ----- | ----- | ----- | ------ | ------ | ------ |
| 5 268 | 6 628 | 8 367 | 13 979 | 21 258 | 30 841 |

| 1880   | 1890   | 1900   | 1910   | 1920    | 1930    |
| ------ | ------ | ------ | ------ | ------- | ------- |
| 42 478 | 61 431 | 76 508 | 87 411 | 110 168 | 106 597 |

| 1940    | 1950    | 1960   | 1970   | 1980   | 1990   |
| ------- | ------- | ------ | ------ | ------ | ------ |
| 112 504 | 110 356 | 95 827 | 80 386 | 70 195 | 71 529 |

| 2000   | 2010   | - | - | - | - |
| ------ | ------ | - | - | - | - |
| 72 664 | 70 851 | - | - | - | - |

## Sociétés
Wilmington abrite le siège des sociétés de chimie DuPont et Hercules Inc., toutes deux présentes dans le classement Fortune 1000 (elles bénéficient ainsi du régime fiscal très avantageux du Delaware, qui est un paradis fiscal).
De nombreux autres sièges de sociétés s'y trouvent, tels que :
- Home Depot
- Kimberly-Clark
- Wells Fargo & Co
- United Technologies
- Gilead Sciences Inc.
- Alphabet

## Transports
Wilmington est desservie par l'aéroport du comté de New Castle.
La gare de Wilmington est desservie par plusieurs liaisons ferroviaires, la ville étant située sur le NEC ; la ligne Amtrak – Boston – New York – Philadelphie – Washington traverse Wilmington.

## Évêché
- Diocèse de Wilmington
- Diocèse de Wilmington#Évêques
- Cathédrale Saint-Pierre de Wilmington

## Jumelages
- Fulda (Allemagne)
- Kalmar (Suède)
- Ningbo (Chine)
- Olevano sul Tusciano (Italie)
- Nemours (France)
- Osogbo (Nigeria)
- Watford (Angleterre)

## Source
- (en) Cet article est partiellement ou en totalité issu de l’article de Wikipédia en anglais intitulé « Wilmington, Delaware » (voir la liste des auteurs).